# Český misál
Český misál je české vydání římského misálu, doplněné vlastními texty pro slavnosti, svátky a památky českých národních světců. Úplné vydání vyšlo poprvé v roce 1983, další vydání vyšla ještě v letech 2000, 2003 a 2015. Jeho menší vydání jen s mešními formuláři pro neděle a některé další dny liturgického roku, lidově nazývané misálek, vyšlo poprvé v roce 1977 a následně ještě v letech 1980, 1995 a 2008.